# Кавчич, Франк
Франк Кавчич (словен. Franc Kavčič, нем. Franz Caucig; 4 декабря 1755[…], Гориция — 17 ноября 1828[…], Вена) — словенский художник, работавший в Австрии. Нередко позиционируется, как наиболее признанный и известный из всех словенских художников.

## Биография
Родился в 1755 году в Гориции (ныне — Италия). Его художественные способности заметил живший в городе аристократ, граф Гвидобальд фон Кобенцль, который отослал 20-летнего юношу в Вену с рекомендательным письмом своему сыну — влиятельному царедворцу Филиппу фон Кобенцлю.
Художественное образование Кавчич получил в Вене, а затем совершил образовательное путешествие в Италию, где оставался с 1779 по 1787 год. Помимо Рима, посетил ещё несколько городов, в частности, Болонью.
В 1787—1891 годах проживал в Вене. В 1791 году отправился в Мантую, а оттуда в Венецию, где оставался до 1797 года. В 1797 году вернулся в Вену и в 1799 году был назначен профессором рисунка Венской академии художеств.
Создавал выдержанные в духе позднего классицизма картины на сюжеты из античной мифологии и истории (их известно около 30), реже — пейзажи и запрестольные образы для церквей. Также создал около 2 000 рисунков.
Скончался в 1828 году в Вене.

## Галерея

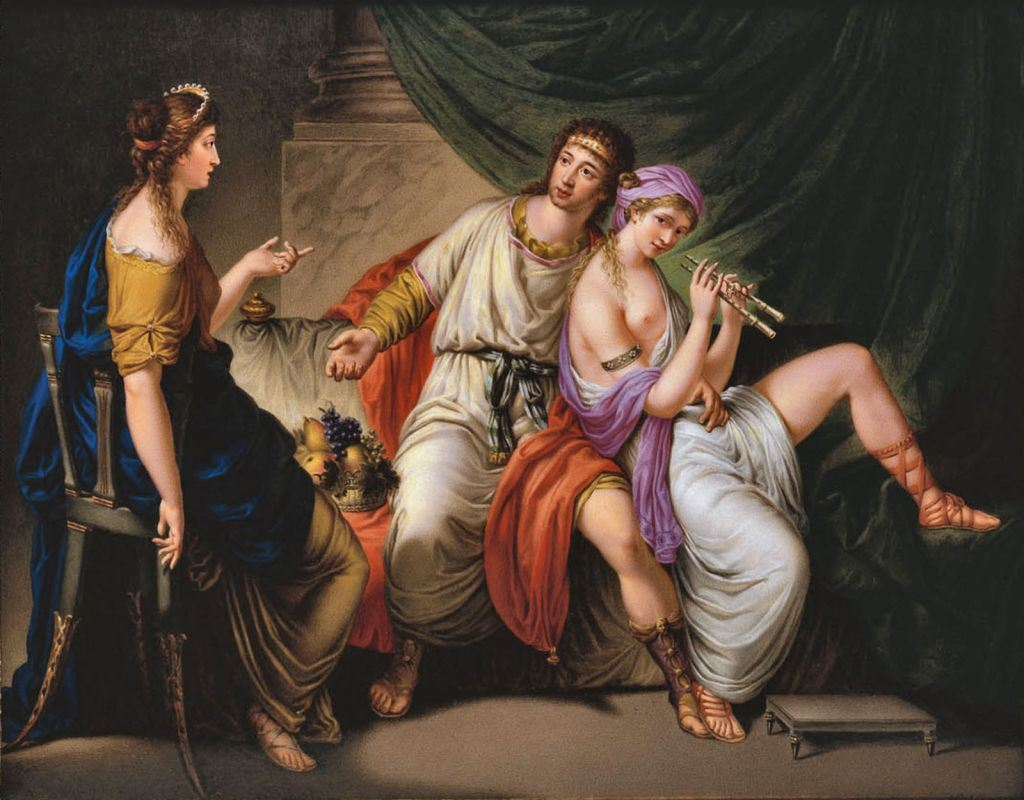
Деметрий I Полиоркет и Ламия Афинская
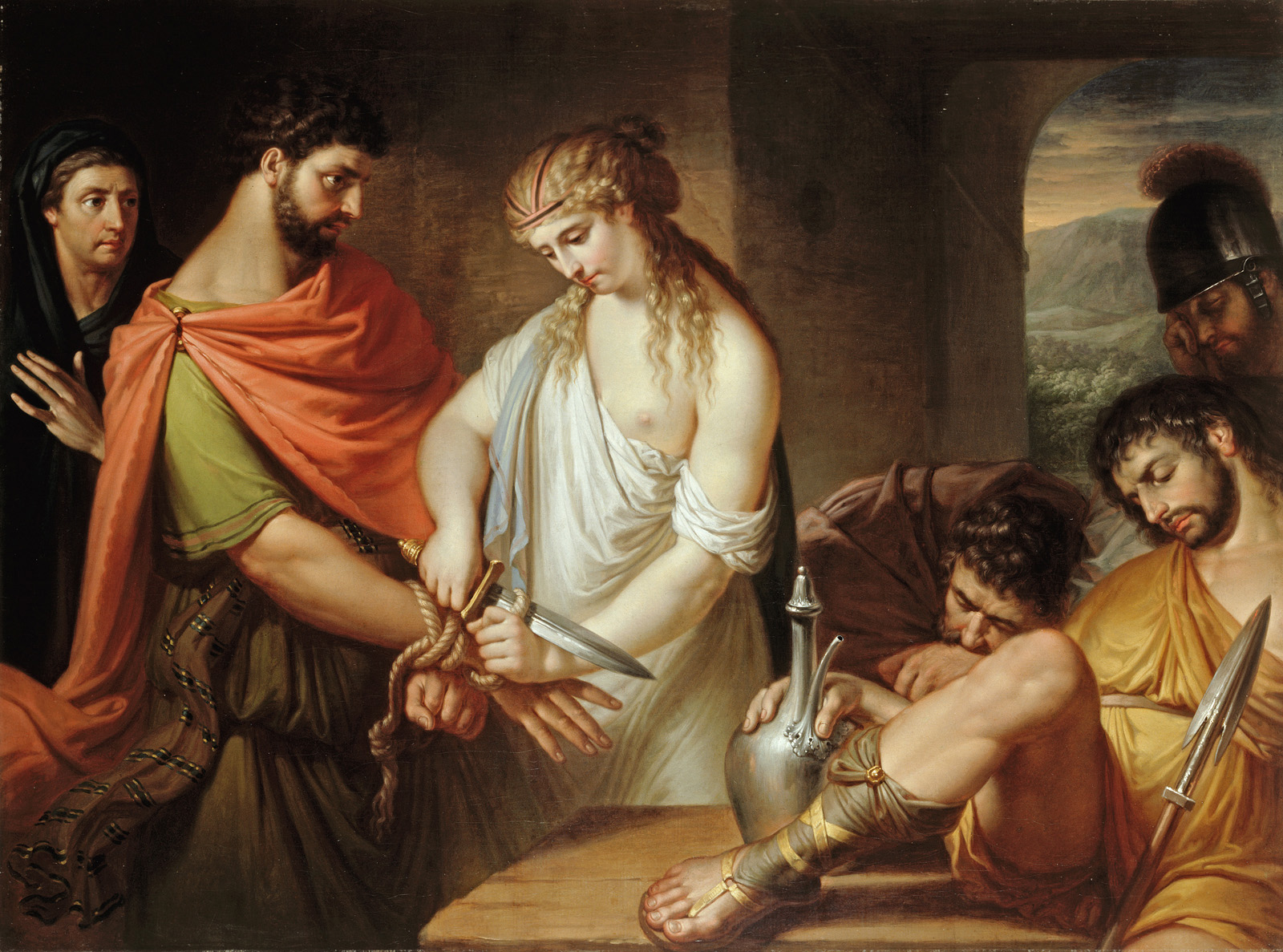
Спасение Аристомена из плена
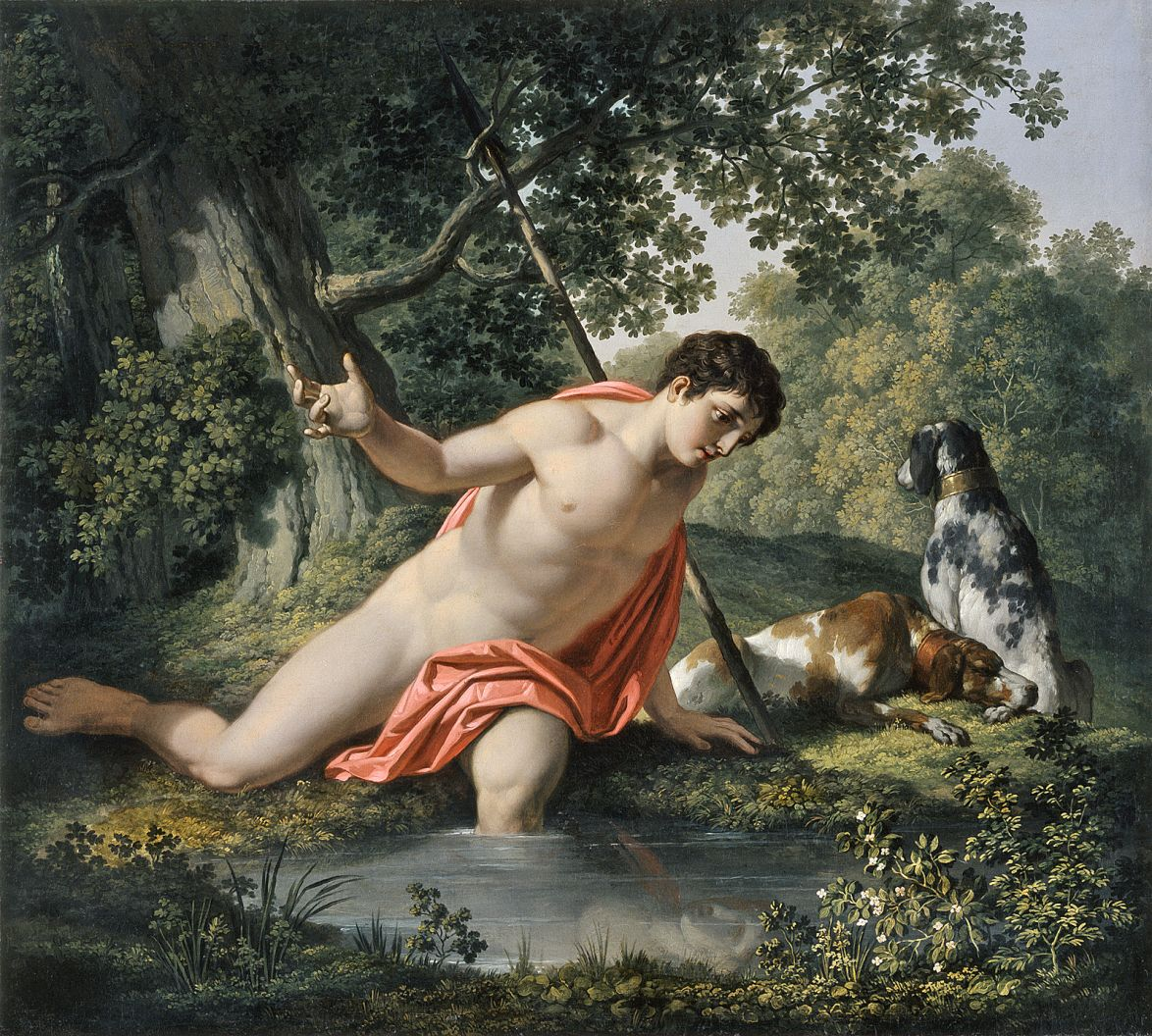
Нарцисс
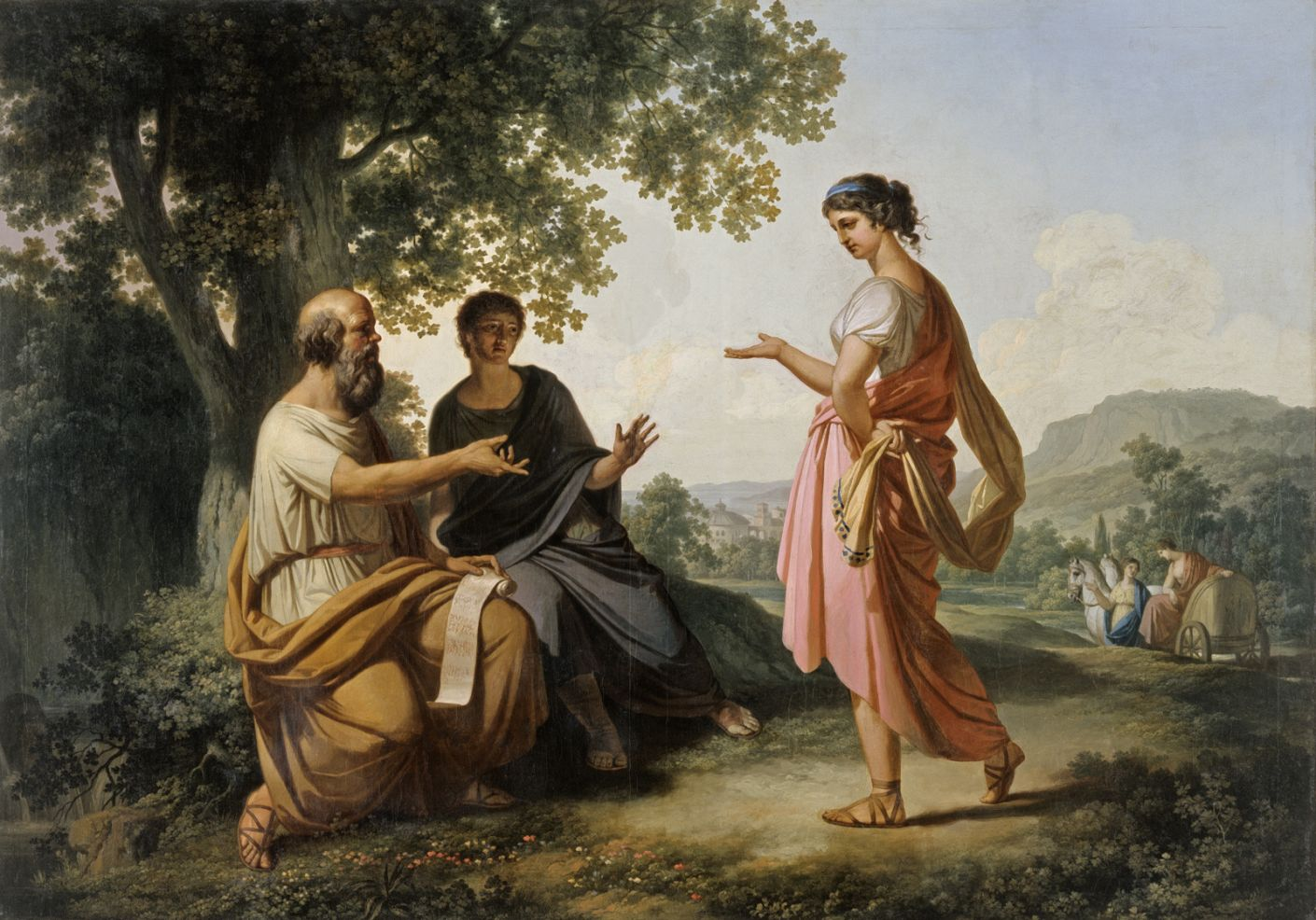
Сократ и Диотима
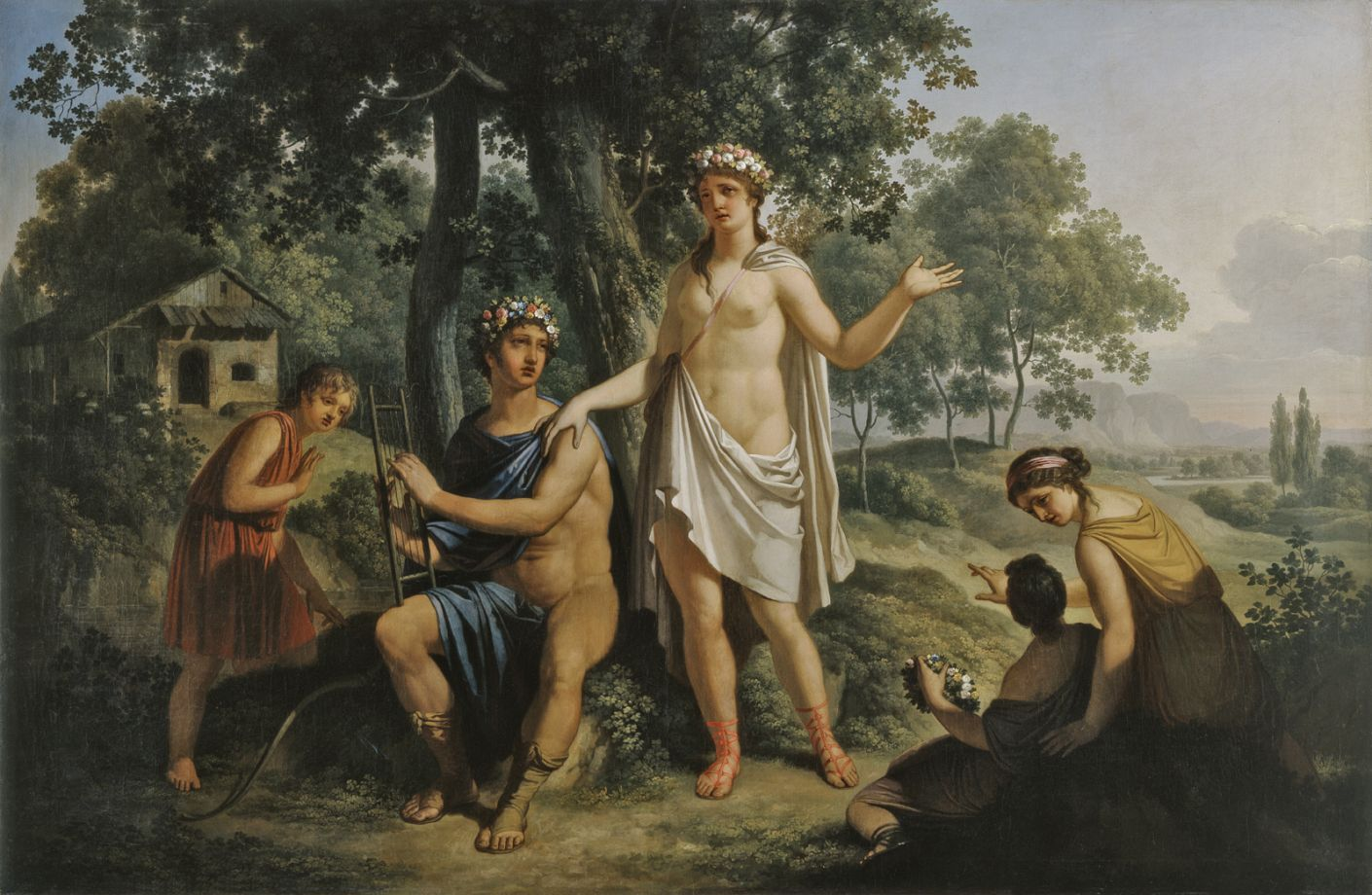
Изобретение музыки и пения
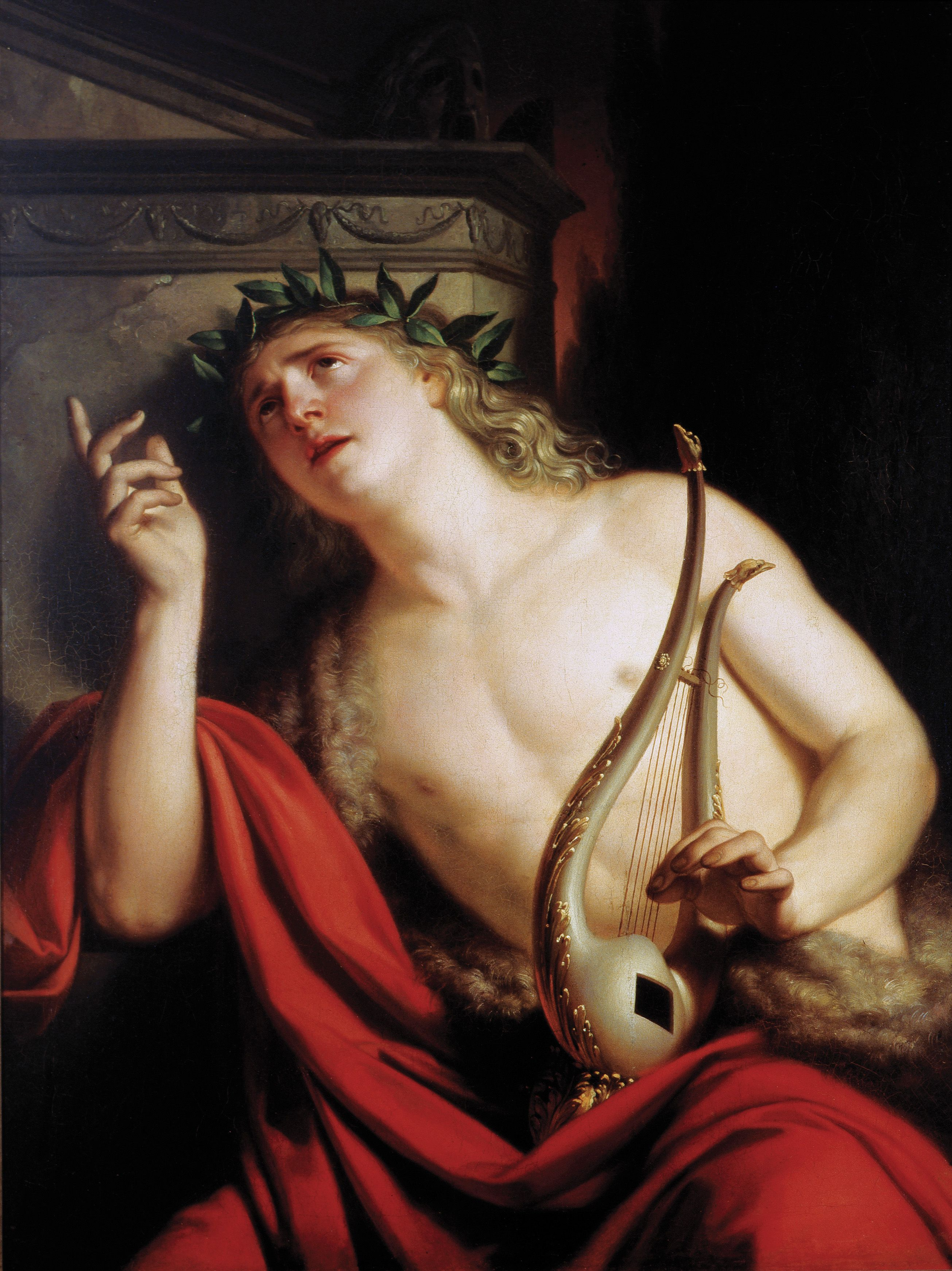
Орфей
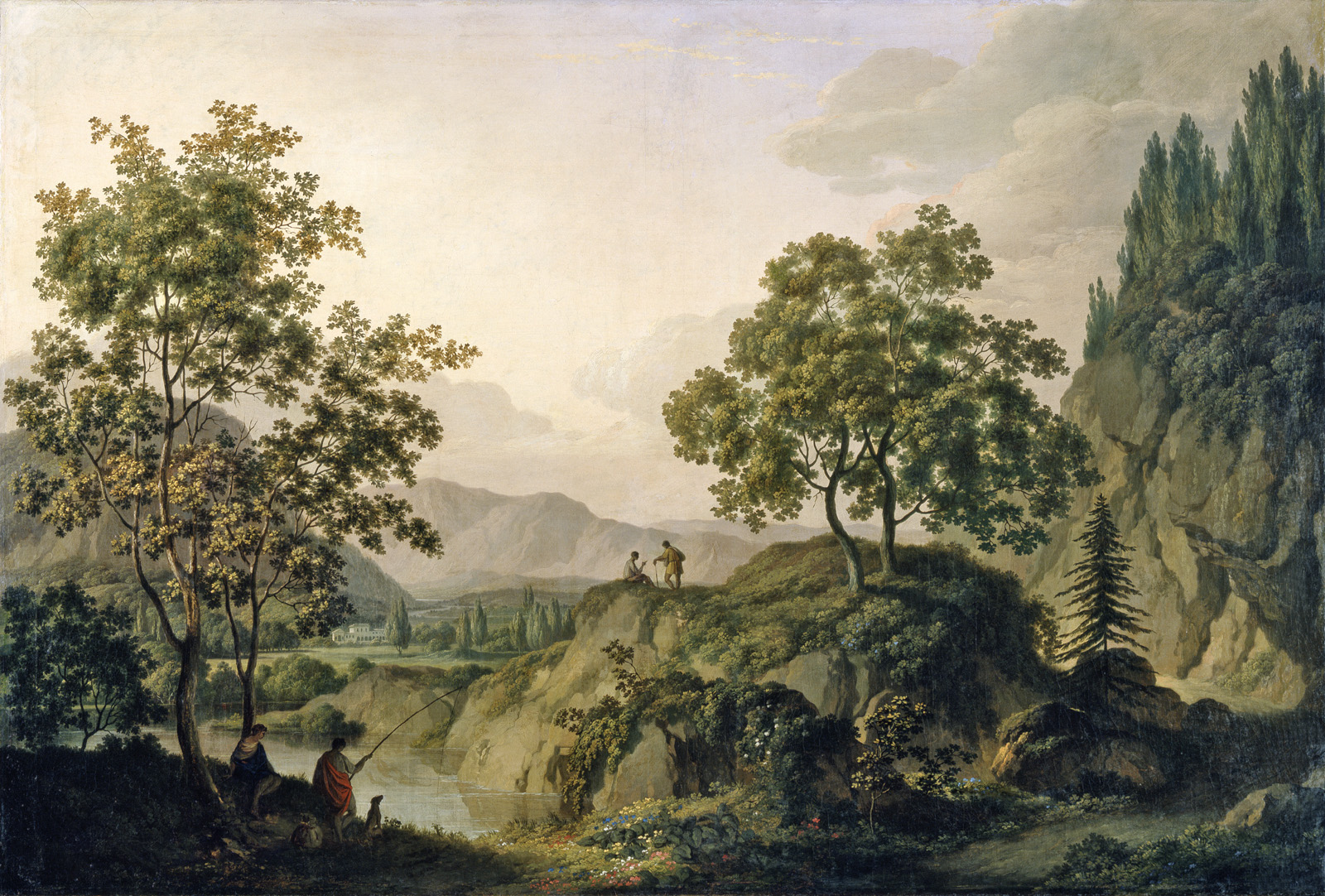
Пейзаж с рыбаком